# Куля Рубейкіна

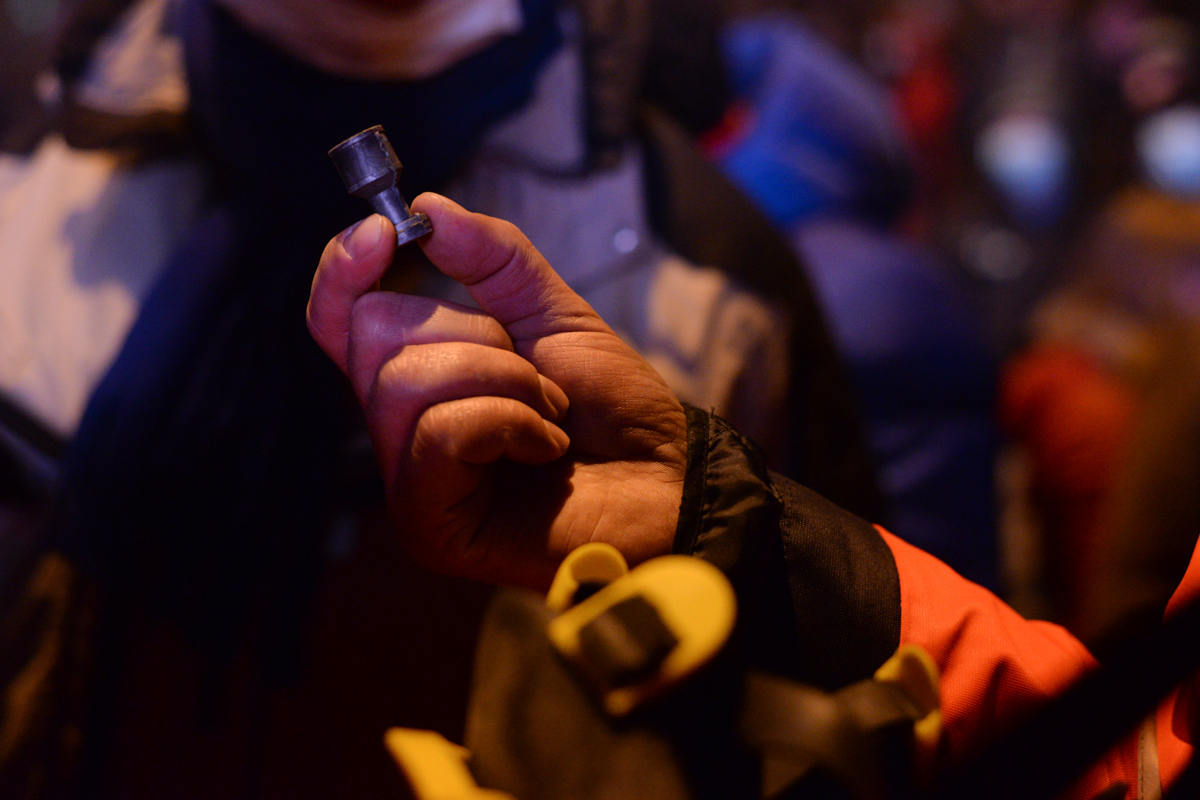
Імовірно, куля Рубейкіна. Фото з протестів Євромайдану, 19 січня 2014

Куля Рубєйкіна (рос. пуля Рубейкина) — точена куля шпулькової форми для рушниць створена радянським-російським інженером О. Рубейкіним наприкінці 1970-тих років.

## Характеристики
Розроблена Рубєйкіним куля є зміненим варіантом кулі Блондо. Головна зміна полягає в тому, що, на відміну від кулі Блондо, в якої важча хвостова частина створює зворотну стріловидність, у кулі Рубейкина важча передня частина, завдяки чому у кулі є хоча і слабка, але все-таки нормальна стріловидність. Вона простіше у виготовленні, оскільки не має свинцевих пасків, які замінює контейнер.
Призначена для стрільби з гладкоствольної зброї 12-го калібру з дульними звуженнями до 1 мм. Стабілізація кулі в польоті забезпечується за рахунок ударного аеродинамічного ефекту.
Куля технологічна і може бути виготовлена на будь-якому токарному верстаті з латунного прутка, сталі, міді. Вага латунної кулі для 12-го калібру 32 г. Куля має зовсім правильну форму тіла обертання щодо поздовжньої осі; завдяки високій твердості матеріалу і жорсткості корпусу вона не деформується в момент пострілу навіть при максимальних зарядах пороху, не дає рикошетів. Відсутність свинцевих пасків не порушує форму кулі і первісних аеродинамічних якостей після проходження дульних звужень.
За вбивчою силою куля не поступається круглій, а можливо, і перевершує, оскільки не рикошетить від великих кісток, а дробить їх, чим створює вторинні снаряди, якими завдає додаткових ран. Завдяки своїй конструкції куля не утворює широких поверхневих ран, а глибоко проникає в тканини, завдаючи важкі ушкодження. Куля має велику стійкість у польоті, стабільно зберігає своє положення в просторі на відстані 100 м.
З позитивних властивостей кулі відзначають наступне :
1. гарна зупинна дія. Навіть при потраплянні не за призначенням, звір не йде далеко і швидко гине. Завдяки гострим краям головної частини рана не затягується і завжди рясно кровоточить.
2. хороша точність і купчастість бою навіть при стрільбі на граничні відстані.
3. куля впевнено долає чагарник, не змінюючи траєкторії польоту.